# Leptopteris hymenophylloides
Leptopteris hymenophylloides là một loài dương xỉ trong họ Osmundaceae. Loài này được A. Rich. C. Presl mô tả khoa học đầu tiên năm 1845.